# Diablo (Marvel Comics)
Diablo il cui vero nome è Esteban Corazón de Ablo, è un personaggio dei fumetti creato da Stan Lee (testi) e Jack Kirby (disegni), pubblicato dalla Marvel Comics. La sua prima apparizione avviene in The Fantastic Four (vol. 1) n. 30 (settembre 1964).
È un supercriminale alchimista nemico dei Fantastici Quattro. Con i suoi poteri è in grado di creare golem che seguono i suoi ordini finché non vengono distrutti.

## Biografia del personaggio
In origine era il nobile spagnolo Esteban Corazón de Ablo, nato nel IX secolo. Dopo aver appreso le arti alchemiche, che utilizzò per allungare la propria vita, strinse un patto con Mefisto, il signore dei demoni, che in cambio della sua anima gli donasse la sete di conoscenza, svelandogli segreti sconosciuti agli esseri umani e dandogli l'eterna giovinezza.
Rinchiuso in una cripta sul finire del XIX secolo, viene risvegliato per sbaglio decenni dopo dalla Cosa.
Successivamente si impossessa dell'androide Dragon Man e lo rende suo servo. Diablo torna periodicamente a tormentare i Fantastici Quattro: egli è esperto nel creare creature di fuoco, aria, acqua e terra, che affrontano gli eroi (anch'essi raffiguranti i quattro elementi).

### Dark Reign
Diablo ricompare sulle pagine di Spider-Man, dove affronta l'Uomo Ragno e la Gatta Nera, mentre tenta di far saltare in aria dei palazzi per frodare un'assicurazione. Dopo essere stato sconfitto, l'alchimista viene contattato da Ana Kravinoff, figlia del defunto Kraven il cacciatore, che sta formando una squadra di supercriminali per vendicarsi dell'Uomo Ragno.

## Poteri e abilità
Grazie al patto stretto con Mefisto, Diablo è immortale e non invecchia. Può sviluppare pozioni alchemiche e invenzioni in grado di ottenere vari effetti, come mutare gli oggetti in oro, controllare le menti altrui, o animare la materia e gli elementi.

## Altri media
Diablo compare in un episodio della serie animata dei Fantastici Quattro del 2006: la sua versione è piuttosto simile a quella cartacea, con un costume vistoso ma dei baffi più folti. La sua apparente magia irrita piuttosto Richards, scienziato razionale per definizione. Diablo appare anche come boss nel videogioco ufficiale del primo film.
È un esperto nel servirsi di pozioni sconosciute e nel comandare gli elementi.
Nella serie animata degli anni Sessanta, Diablo vende composti in grado di rendere prospero il raccolto e indistruttibili i mezzi militari. Richards scopre facilmente come abbia copiato dei suoi studi dall'esito fallimentare. I raccolti vanno presto in malora e i mezzi militari distrutti.